# Palau-del-Vidre
Palau-del-Vidre is een gemeente in het Franse departement Pyrénées-Orientales (regio Occitanie). De plaats maakt deel uit van het arrondissement Céret. Palau-del-Vidre telde op 1 januari 2022 3.232 inwoners.

## Geografie
De oppervlakte van Palau-del-Vidre bedroeg op 1 januari 2022 10,41 vierkante kilometer; de bevolkingsdichtheid was toen 310,5 inwoners per km².

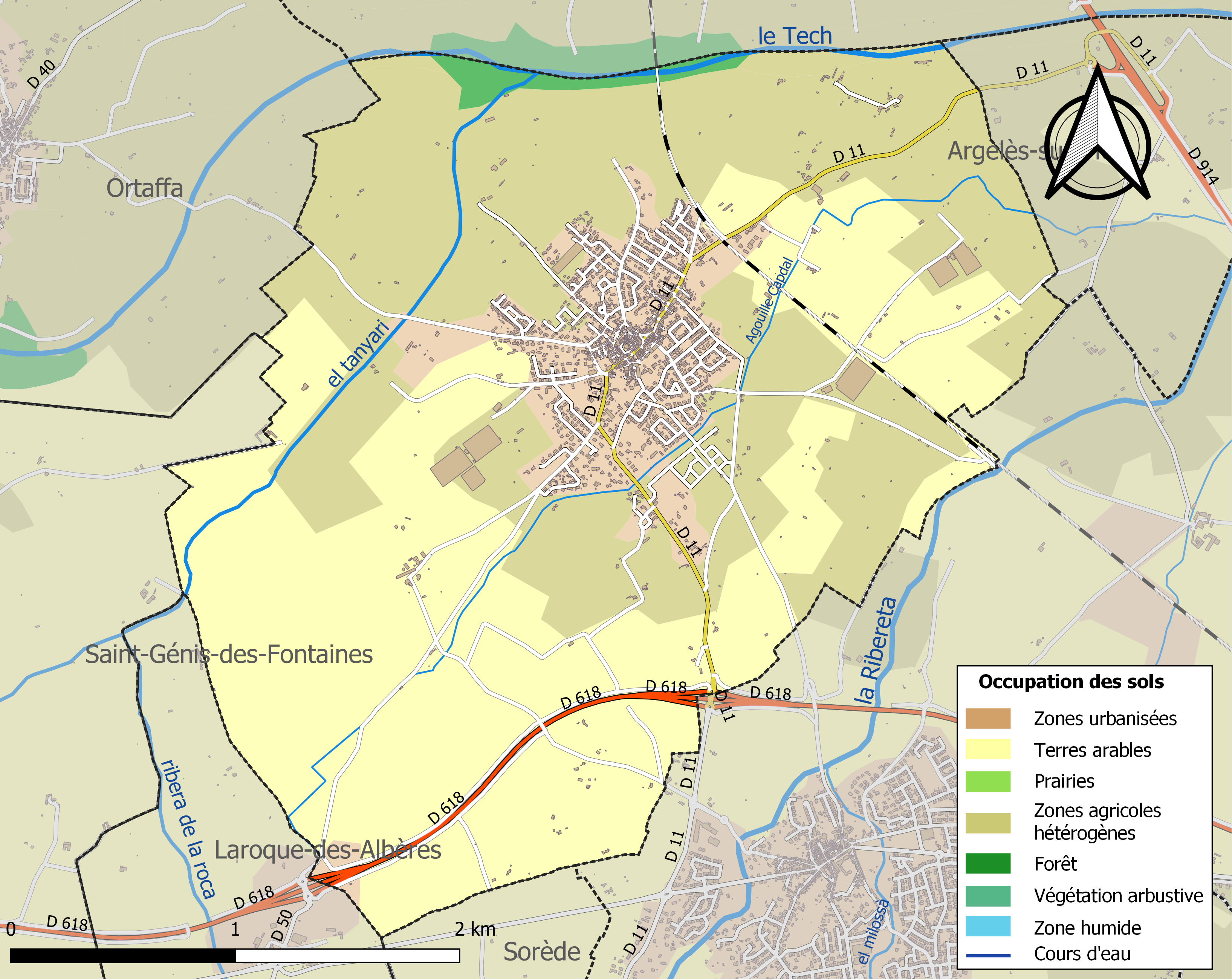
Kaart van de gemeente met de belangrijkste infrastructuur, bodemgebruik en omliggende gemeenten

## Demografie
Onderstaande figuur toont het verloop van het inwonertal (bron: INSEE-tellingen).